# Matrice ortogonale
In matematica, e più precisamente in algebra lineare, una matrice ortogonale è una matrice invertibile tale che la sua trasposta coincide con la sua inversa.
Nel campo complesso, una matrice invertibile la cui trasposta coniugata coincide con l'inversa è detta matrice unitaria.

## Definizione
Data una matrice invertibile {\displaystyle G}, indicando con {\displaystyle G^{T}} la sua trasposta si definisce {\displaystyle G} ortogonale se:
{\displaystyle GG^{T}=G^{T}G=I_{n}}
laddove {\displaystyle I_{n}} è la matrice identità, ovvero la trasposta è l'inversa.
In modo equivalente, una matrice ortogonale è una matrice che rappresenta una isometria dello spazio euclideo, oppure è una matrice di cambiamento di base fra due basi ortonormali.
Si può ricavare che il numero di parametri indipendenti in una matrice ortogonale di dimensione {\displaystyle N} è {\displaystyle N(N-1)/2}.

## Proprietà

### Basi ortonormali
Una matrice quadrata è ortogonale se e solo se le sue colonne formano una base ortonormale dello spazio euclideo {\displaystyle \mathbb {R} ^{n}} con l'ordinario prodotto scalare. Questa proprietà è semplicemente la rilettura della relazione {\displaystyle G^{T}G=I_{n}}. 
Rileggendo similmente la relazione {\displaystyle GG^{T}=I_{n}}, si ricava l'enunciato duale del precedente: una matrice quadrata reale è ortogonale se e solo se le sue righe formano una base ortonormale di {\displaystyle \mathbb {R} ^{n}}.

### Isometrie
Geometricamente, le matrici ortogonali descrivono le trasformazioni lineari di {\displaystyle \mathbb {R} ^{n}} che sono anche isometrie. Queste preservano il prodotto scalare dello spazio, e quindi gli angoli e le lunghezze. Ad esempio, le rotazioni e le riflessioni sono isometrie.
Viceversa, se {\displaystyle V} è un qualsiasi spazio vettoriale di dimensione finita dotato di un prodotto scalare definito positivo, e {\displaystyle f:V\to V} è un'applicazione lineare con:
{\displaystyle \langle f(x),f(y)\rangle =\langle x,y\rangle }
per tutti gli elementi {\displaystyle x}, {\displaystyle y} di {\displaystyle V}, allora {\displaystyle f} è una isometria ed è rappresentata in ogni base ortonormale di {\displaystyle V} da una matrice ortogonale.
In uno spazio euclideo di dimensione 2 e 3, ogni matrice ortogonale esprime una rotazione intorno ad un punto o un asse, o una riflessione, o una composizione di queste due trasformazioni.

## Gruppo ortogonale
Dalla definizione segue subito che l'inversa di ogni matrice ortogonale, cioè la sua trasposta, è anch'essa ortogonale.
Analogamente, il prodotto di due matrici ortogonali è una matrice ortogonale. Infatti:
{\displaystyle (GH)\cdot (GH)^{T}=GHH^{T}G^{T}=GG^{T}=I}
Questo dimostra che l'insieme delle matrici ortogonali {\displaystyle n\times n} forma un gruppo rispetto all'operazione "moltiplicazione tra matrici/composizione di funzioni lineari", il gruppo ortogonale, che è un gruppo di Lie e viene indicato con {\displaystyle O(n)}.
La sua dimensione è {\displaystyle n(n-1)/2}. Intuitivamente, la dimensione è calcolata nel modo seguente: gli {\displaystyle n^{2}} numeri di una matrice ortogonale sono vincolati dalle {\displaystyle n^{2}} uguaglianze della definizione, ciascuna delle quali è caratterizzata da una coppia di indici {\displaystyle (i,j)} che vanno da 1 a {\displaystyle n}, ma l'equazione relativa a {\displaystyle (i,j)} con {\displaystyle i<j} equivale a quella relativa a {\displaystyle (j,i)} e quindi ci sono solo {\displaystyle n(n+1)/2} equazioni indipendenti, e quindi {\displaystyle n(n-1)/2} gradi di libertà.

## Matrice ortogonale speciale
Il determinante di ogni matrice ortogonale è {\displaystyle 1} o {\displaystyle -1}. Questo si può dimostrare come segue:
{\displaystyle 1=\det(I)=\det(G\cdot G^{T})=\det(G)\det(G^{T})=(\det(G))^{2}}
Una matrice ortogonale con determinante positivo si dice matrice ortogonale speciale. 
L'insieme di tutte le matrici ortogonali speciali formano un sottogruppo di {\displaystyle O(n)} di indice 2, chiamato gruppo ortogonale speciale e denotato {\displaystyle SO(n)}.

## Autovalori e decomposizioni

### Autovalori
Tutti gli autovalori di una matrice ortogonale, anche quelli complessi, hanno valore assoluto {\displaystyle 1}. Autospazi relativi a differenti autovalori sono ortogonali tra loro.

### Decomposizioni lungo piani
Data una matrice ortogonale {\displaystyle Q}, esiste una matrice ortogonale {\displaystyle P}, tale che:
{\displaystyle P^{-1}QP={\begin{pmatrix}R_{1}\\&R_{2}\\&&\ddots \\&&&R_{k}\\&&&&\pm 1\\&&&&&\ddots \\&&&&&&\pm 1\\\end{pmatrix}}}
dove {\displaystyle R_{1},\dots ,R_{k}} denotano matrici di rotazione {\displaystyle 2\times 2}. Intuitivamente, questo risultato dice che ogni matrice ortogonale descrive una combinazione di rotazioni e riflessioni su piani ortogonali. Le matrici {\displaystyle R_{1},\dots ,R_{k}} corrispondono alle coppie di autovalori complessi coniugati di {\displaystyle Q}.

### Decomposizione QR
Se {\displaystyle A} è una arbitraria matrice di tipo {\displaystyle m\times n} di rango {\displaystyle n} (cioè {\displaystyle m\geq n}), si può sempre scrivere:
{\displaystyle A=Q{\begin{pmatrix}R\\0\end{pmatrix}}}
dove {\displaystyle Q} è una matrice ortogonale di tipo {\displaystyle m\times n} e {\displaystyle R} è una matrice triangolare superiore di tipo {\displaystyle n\times n} con valori positivi sulla diagonale principale. La decomposizione QR può essere dimostrata applicando l'ortogonalizzazione di Gram-Schmidt alle colonne di {\displaystyle A}.
Questa decomposizione risulta utile per risolvere numericamente i sistemi di equazioni lineari e i problemi di minimi quadrati.

## Matrici ortogonali e rappresentazione delle algebre di Clifford
Alle matrici ortogonali si può attribuire un secondo significato geometrico che si collega alla rappresentazione matriciale delle algebre di Clifford. Ad esempio, i vettori della base canonica di {\displaystyle \mathbb {R} ^{2}} sono {\displaystyle e_{1}=[1,0]} e {\displaystyle e_{2}=[0,1]} e un generico vettore {\displaystyle [x,y]} di questo piano cartesiano si può scrivere:
{\displaystyle [x,y]=x[1,0]+y[0,1]}
La matrice ortogonale:
{\displaystyle E_{1}:={\begin{bmatrix}0&1\\1&0\end{bmatrix}}}
rappresenta la riflessione rispetto alla bisettrice {\displaystyle y=x}, poiché scambia le due componenti di ogni vettore piano:
{\displaystyle {\begin{bmatrix}x&y\end{bmatrix}}\times {\begin{bmatrix}0&1\\1&0\end{bmatrix}}={\begin{bmatrix}y&x\end{bmatrix}}}
La matrice ortogonale:
{\displaystyle E_{2}:={\begin{bmatrix}1&0\\0&-1\end{bmatrix}}}
rappresenta invece la riflessione rispetto all'asse {\displaystyle x}, poiché il punto {\displaystyle [xy]} ha come immagine {\displaystyle [x,-y]}:
{\displaystyle {\begin{bmatrix}x&y\end{bmatrix}}\times {\begin{bmatrix}1&0\\0&-1\end{bmatrix}}={\begin{bmatrix}x&-y\end{bmatrix}}}
Per i due prodotti di queste matrici si trova:
{\displaystyle E_{1}\times E_{2}={\begin{bmatrix}0&1\\1&0\end{bmatrix}}\times {\begin{bmatrix}1&0\\0&-1\end{bmatrix}}={\begin{bmatrix}0&-1\\1&0\end{bmatrix}}}
{\displaystyle E_{2}\times E_{1}={\begin{bmatrix}1&0\\0&-1\end{bmatrix}}\times {\begin{bmatrix}0&1\\1&0\end{bmatrix}}={\begin{bmatrix}0&1\\-1&0\end{bmatrix}}}
Si tratta delle due rotazioni nel piano di {\displaystyle \pi /2} e di {\displaystyle -\pi /2}, rotazioni opposte: quindi le due matrici {\displaystyle E_{i}} anticommutano. In formule:
{\displaystyle E_{1}^{2}=E_{2}^{2}=I\qquad E_{1}E_{2}=-E_{2}E_{1}}
Si considerino ora {\displaystyle E_{1}} ed {\displaystyle E_{2}} come vettori di base del piano bidimensionale delle loro combinazioni lineari:
{\displaystyle (x,y):=xE_{1}+yE_{2}={\begin{bmatrix}y&x\\x&-y\end{bmatrix}}}
sfruttando la composizione:
{\displaystyle A\cdot B:={\frac {1}{2}}(AB+BA)}
si trova:
{\displaystyle {\begin{bmatrix}y&x\\x&-y\end{bmatrix}}\cdot {\begin{bmatrix}v&u\\u&-v\end{bmatrix}}={\frac {1}{2}}{\Biggl (}{\begin{bmatrix}xu+yv&yu-xv\\xv-yu&xu+yv\end{bmatrix}}+{\begin{bmatrix}xu+yv&xv-yu\\yu-xv&xu+yv\end{bmatrix}}{\Biggr )}={\begin{bmatrix}xu+yv&0\\0&xu+yv\end{bmatrix}}}
Per il quadrato di una di queste entità in particolare:
{\displaystyle {\begin{bmatrix}y&x\\x&-y\end{bmatrix}}\cdot {\begin{bmatrix}y&x\\x&-y\end{bmatrix}}={\begin{bmatrix}x^{2}+y^{2}&0\\0&x^{2}+y^{2}\end{bmatrix}}}
Si può quindi definire come prodotto interno di {\displaystyle A} e {\displaystyle B} la precedente composizione, a meno della matrice unità {\displaystyle I_{2}}. Questo è lecito in quanto chiaramente si tratta di una forma bilineare simmetrica positiva.
Il prodotto interno di una entità matriciale e vettoriale con sé stessa fornisce il quadrato della sua norma.
Dato che le entità base anticommutano si vede che:
{\displaystyle E_{1}\cdot E_{2}=0}
Le entità {\displaystyle E_{1}} ed {\displaystyle E_{2}} sono ortogonali secondo entrambe le loro interpretazioni: sono matrici ortogonali e rappresentano vettori di base ortogonali in quanto matrici anticommutative.

## Matrici ortogonali trigonometriche

### Matrice ortogonale 2×2
{\displaystyle {\begin{bmatrix}\cos(\alpha )&\mp \sin(\alpha )\\\sin(\alpha )&\pm \cos(\alpha )\end{bmatrix}}}

### Matrice ortogonale 3×3
{\displaystyle {\begin{bmatrix}\cos(\alpha )\cos(\gamma )-\sin(\alpha )\sin(\beta )\sin(\gamma )&-\sin(\alpha )\cos(\beta )&-\cos(\alpha )\sin(\gamma )-\sin(\alpha )\sin(\beta )\cos(\gamma )\\\cos(\alpha )\sin(\beta )\sin(\gamma )+\sin(\alpha )\cos(\gamma )&\cos(\alpha )\cos(\beta )&\cos(\alpha )\sin(\beta )\cos(\gamma )-\sin(\alpha )\sin(\gamma )\\\cos(\beta )\sin(\gamma )&-\sin(\beta )&\cos(\beta )\cos(\gamma )\end{bmatrix}}}
Queste matrici sono anche matrici di rotazione di coordinate. Utilizzando le equazioni di rotazione di uno spazio n-dimensionale si possono costruire matrici ortogonali trigonometriche di dimensione {\displaystyle n\times n}.